# Aaliyah (musikalbum)
Aaliyah (stylerad ΛΛLIYΛH) är den amerikanska R&B-sångerskan Aaliyahs tredje och sista studioalbum, utgivet av Blackground och Virgin Records den 17 juli 2001. Albumet, som även är känt under namnet The Red Album, producerades av Aaliyah, Barry Hankerson, Bud'da, Missy Elliott, Rapture, E. Seats, Static Major, Timbaland och Jeffrey "J-Dub" Walker.
Aaliyah fick generellt positiv kritik från media och debuterade på en andra plats på USA:s albumlista Billboard 200. Cd:ns ledande singel var först planerad att bli "Loose Rap" med en medföljande dans-orienterad video men dessa planer ströks av okända anledningar och sången ersattes istället med "We Need a Resolution".
En månad efter att albumet släpptes omkom Aaliyah i en flygolycka.

## Kommersiella framgångar
Albumet debuterade på andra plats på Billboard 200, men efter sångerskans död klättrade albumet upp från en nittonde till första platsen på listan. Idag har cd:n sålt över 14 miljoner kopior vilket följaktligen gör den till Aaliyahs bäst säljande album. 

## Låtförteckning
| Nr           | Titel                  | Producenter                                         | Längd |
| ------------ | ---------------------- | --------------------------------------------------- | ----- |
| 1.           | We Need a Resolution   | Tim "Timbaland" Mosley, Steve "Static" Garrett      | 4:02  |
| 2.           | Loose Rap              | Steve "Static" Garrett, Rapture Stewart, Eric Seats | 3:52  |
| 3.           | Rock the Boat          | Steve "Static" Garrett, Rapture Stewart, Eric Seats | 4:35  |
| 4.           | More Than a Woman      | Tim "Timbaland" Mosley, Steve "Static" Garrett      | 3:49  |
| 5.           | Never No More          | Steve "Static" Garrett, Stephen "Bud'da" Anderson   | 3:58  |
| 6.           | I Care 4 U             | Missy Elliott, Tim "Timbaland" Mosley               | 4:33  |
| 7.           | Extra Smooth           | Steve "Static" Garrett, Rapture Stewart, Eric Seats | 3:55  |
| 8.           | Read Between the Lines | Stephen "Bud'da" Anderson, Steve "Static" Garrett   | 4:20  |
| 9.           | U Got Nerve            | Rapture Stewart, Eric Seats, Ben Bush               | 3:43  |
| 10.          | I Refuse               | Steve "Static" Garrett, Jeffrey "J-Dub" Walker      | 5:57  |
| 11.          | It's Whatever          | Steve "Static" Garrett, Rapture Stewart, Eric Seats | 4:08  |
| 12.          | I Can Be               | Durrell "Tank" Babbs, Stephen "Bud'da" Anderson     | 2:59  |
| 13.          | Those Were the Days    | Steve "Static" Garrett, Rapture Stewart, Eric Seats | 3:24  |
| 14.          | What If                | Durrell "Tank" Babbs, Jeffrey "J-Dub" Walker        | 4:24  |
| Total längd: | Total längd:           | Total längd:                                        | 65:40 |

## Listor
| Lista (2001)                                 | Topposition |
| -------------------------------------------- | ----------- |
| Australiens singellista                      | 2           |
| Österrikes singellista                       | 21          |
| Argentinas singellista                       | 1           |
| Belgiens singellista                         | 11          |
| Brasiliens singellista (ABPD)                | 1           |
| Kanadas singellista                          | 6           |
| Europas European Top 100 Albums              | 1           |
| Finska singellistan                          | 33          |
| Franska singellistan                         | 9           |
| Tysklands singellista                        | 9           |
| Italiens singellista                         | 14          |
| Nederländernas singellista                   | 9           |
| Japans singellista                           | 2           |
| Nya Zeelands singellista                     | 25          |
| Sveriges singellista                         | 23          |
| Schweiz singellista                          | 6           |
| Storbritanniens singellista                  | 5           |
| Amerikanska Billboard 200                    | 1           |
| Amerikanska Billboard Top R&B/Hip-Hop Albums | 2           |
| Världens singellista                         | 1           |

## Release historik
| Region   | Datum           | Format                                    | Utgåva                                            |                                                   |
| -------- | --------------- | ----------------------------------------- | ------------------------------------------------- | ------------------------------------------------- |
| USA      | 17 juli 2001    | CD                                        | Standardutgåva, speciell begränsad utgåva och DVD |                                                   |
| Globalt  | 27 juli 2001    | CD                                        | CD                                                | Standardutgåva, speciell begränsad utgåva och DVD |
| Tyskland | 16 mars 2004    | CD                                        | CD                                                | Återutgåva från 2004 med albumomslag i guld       |
| Japan    | 14 mars 2005    | CD                                        | CD                                                | Speciell utgåva                                   |
| Tyskland | 16 oktober 2007 | Återutgåva från 2007 med vitt albumomslag | CD                                                |                                                   |
| USA      | 14 april 2009   | Digital nedladdning                       | Itunes                                            |                                                   |
| USA      | 24 juni 2009    | Digital nedladdning                       | Amazon                                            |                                                   |
| Globalt  | TBA, 2011       | CD                                        | 10-årsjubileum                                    |                                                   |